# Lista de filmes portugueses de 1982
Lista de filmes portugueses de longa-metragem lançados comercialmente em Portugal em 1982, nas salas de cinema.
Notas: Na secção coprodução, passando o cursor sobre a bandeira aparecerá o nome do país correspondente.
| # | Filme                               | Realização          | Género                    | Estreia     | Coprodução |
| - | ----------------------------------- | ------------------- | ------------------------- | ----------- | ---------- |
| 1 | O Chico Fininho                     | Sério Fernandes     | Drama                     | 29 de abril | —          |
| 2 | Conversa Acabada                    | João Botelho        | Drama, romance, biografia | 12 de maio  | —          |
| 3 | Silvestre                           | João César Monteiro | Fantástico                | 6 de maio   | —          |
| 4 | Verde Vinho - Romance Dum Emigrante | Manuel Gama         | Drama                     | 16 de abril | Brasil     |
| 5 | A Vida é Bela...!?                  | Luís Galvão Teles   | Comédia, musical, crime   | 4 de agosto | —          |